# Fifty-Fifty (film, 1916)
Pour les articles homonymes, voir Fifty-Fifty.
Pour plus de détails, voir Fiche technique et Distribution.
Fifty-Fifty est un film américain réalisé par Allan Dwan et sorti en 1916.
Le titre fait référence au partage communautaire des biens matrimoniaux dans les procédures de divorce.

## Synopsis
L'union entre Frederick Harmon et Naomi, une artiste décomplexée et amusante que ses amis artistes appellent affectueusement « The Nut » se passe mal. Un «autre femme», déterminée à tromper Harmon sur la vertu et les intentions de sa femme, complète le triangle. L'affaire doit être résolue devant un juge aux affaires familiales avisé et expérimenté.

## Fiche technique
- Réalisation : Allan Dwan
- Scénario : Allan Dwan
- Adaptation : Robert Shirley

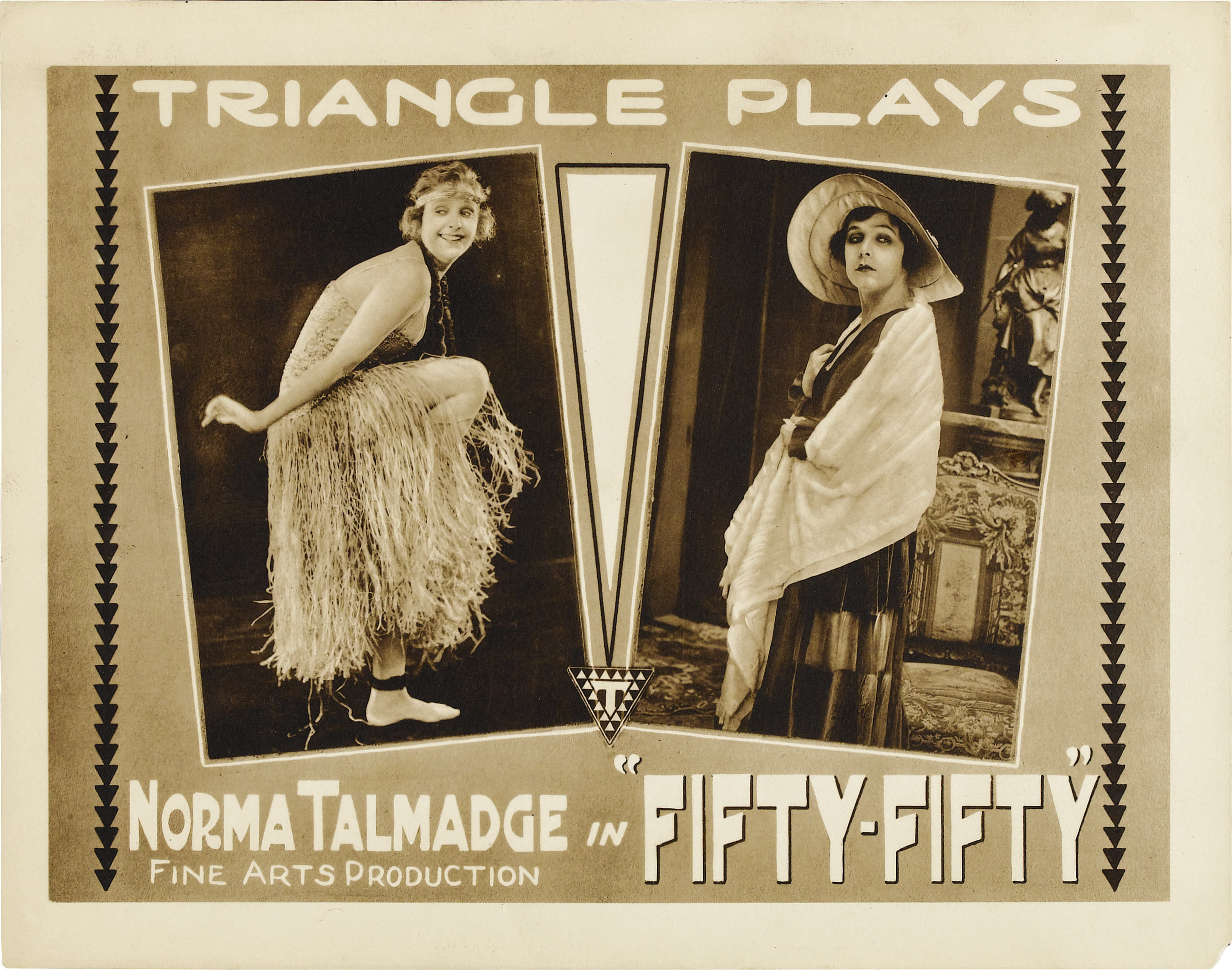
Carte promotionnelle du film.

- Production : Fine Arts Film Company
- Distributeur : Triangle Film Corporation
- Durée : 55 minutes (5 bobines)[1]
- Date de sortie : 22 octobre 1916

## Distribution

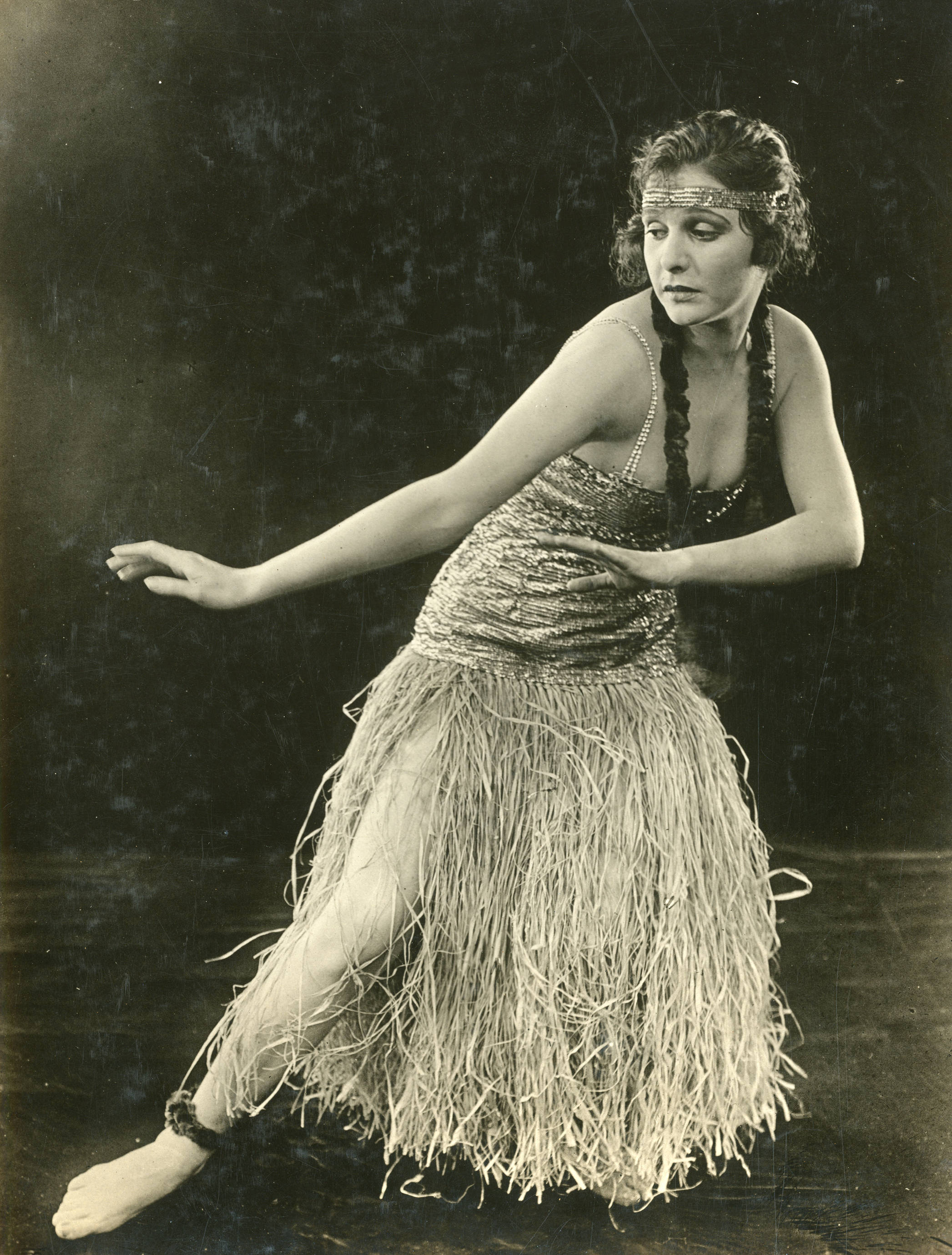
Norma Talmadge dans une scène du film.

- Norma Talmadge : Naomi Harmon
- J. W. Johnston : Frederic Harmon
- Marie Chambers : Helen Crew
- Ruth Darling : Louise O'Mally
- Harry Northrup : Former Prisoner
- Frank Currier : le juge
- Dodson Mitchell : le détective
- Warner Richmond : Dandy

## Production
Le film, un des deux derniers de Norma Talmadge pour Fine Arts, a été tourné non pas en Californie mais à New York.